# Anja Laukötter
Anja Laukötter (* 1972) ist eine deutsche Historikerin.

## Leben
Nach dem Studium (1994–2000) der Neueren und Neuesten Geschichte, Politikwissenschaften und (Europäischen) Ethnologie an der Universität zu Köln, der New University for Social Research, New York City und der Humboldt-Universität zu Berlin erwarb sie 2001 den Magister im Fach Neuere und Neueste Geschichte an der Humboldt-Universität zu Berlin. 2006 reichte sie ihre Dissertation im Fach Neuere und Neueste Geschichte an der Humboldt-Universität zu Berlin ein (Titel der Arbeit: Von der „Kultur“ zur „Rasse“ – Vom Objekt zum Körper? Völkerkundemuseen zu Beginn des 20. Jahrhunderts). Zwischen 2006 und 2010 war sie wissenschaftliche Mitarbeiterin am Institut für Geschichte der Medizin, Charité, Berlin und 2010–2021 Wissenschaftliche Mitarbeiterin/Senior Researcher im Forschungsbereich „Geschichte der Gefühle“ am Max-Planck-Institut für Bildungsforschung, Berlin. 2016 bis 2021 hatte sie zudem parallel die Co-Leitung der internationalen Forschergruppe: The healthy self as body capital. Individuals, market-based societies and body politics in visual twentieth century Europe (ERC Advanced Grant) inne. Nach der Habilitation 2018 an der Humboldt-Universität zu Berlin (venia legendi für Neuere und Neueste Geschichte) (Titel der Arbeit: Politik im Kino. Eine Emotions- und Wissenschaftsgeschichte des Sexualaufklärungsfilms im 20. Jahrhundert) und 2019 deren Auszeichnung mit dem Otto-Hintze-Preis der Michael-und-Claudia-Borgolte-Stiftung ist sie seit 2021 Professorin für Kulturgeschichte (mit einem Schwerpunkt Museum/Museumsstudien) an der Friedrich-Schiller-Universität Jena.
Ihre Forschungsschwerpunkte sind Neuere und Neueste Geschichte/Kulturgeschichte des 19. und 20. Jahrhunderts; Geschichte der Wissenschaften (Ethnologie/Anthropologie, Psychologie, Pädagogik und Medizin); Geschichte der Objekte, des Sammelns, der Sammlungen und der Museen; Geschichte der Medien (Film, Fernsehen, Internet) und ihrer Visualisierung; Geschichte des (Post-)Kolonialismus; Geschichte der Emotionen; Körpergeschichte und Globalgeschichte sowie transnationale Geschichte.

## Schriften (Auswahl)

### Monographien
- Von der „Kultur“ zur „Rasse“ – vom Objekt zum Körper? Völkerkundemuseen und ihre Wissenschaften zu Beginn des 20. Jahrhunderts. Bielefeld 2007, ISBN 3-89942-792-0
- Sex – richtig! Körperpolitik und Gefühlserziehung im Kino des 20. Jahrhunderts. Göttingen 2021, ISBN 3-8353-3898-6

### Herausgeberschaft
- Anja Laukötter/Marion Hulverscheidt (Hg.), Infektion und Institution. Zur Wissenschaftsgeschichte des Robert Koch-Instituts in der Zeit des Nationalsozialismus. Göttingen 2009.
- Anja Laukötter/Ute Frevert/Margrit Pernau/Pascal Eitler (e.a.), Learning How to Feel. Children’s Literature and the History of Emotional Socialization, 1870-1970, Oxford 2014.
- Anja Laukötter/Christian Bonah (Hg.), Theme Issue: Screening Sex Hygiene Films in the first Half of the 20th Century, in: Gesnerus. Swiss Journal of the History of Medicine and Sciences 1: 2015.
- Anja Laukötter/Otniel Dror/Bettina Hitzer/Pilar Leon-Sanz (Hg.), History of Science and the Emotions, In: Osiris, 31; 2016.
- Anja Laukötter/Christian Bonah/David Cantor (Hg.), Health Education Films in the Twentieth Century, Rochester 2018.
- Anja Laukötter/Christian Bonah (Hg.), Body, Capital & Screens. Visual Media and the Healthy Self in the 20th Century, Amsterdam: Amsterdam University Press 2020.
- Anja Laukötter/Ute Frevert/Margrit Pernau/Uffa Jensan (e.a.), Wie Kinder fühlen lernten. Kinderliteratur und Erziehungsratgeber 1879-1970, Weinheim 2021.

## Auszeichnungen
- 2020/2021 sowie 2021/2022 Mitglied im Scientific Board der Academy of Finland im Bereich Geschichte.
- 2018 Otto-Hintze-Preis der Michael-und-Claudia-Borgolte-Stiftung für die Habilitation
- 2016/2011 Brocher Foundation: Förderung der Konferenz „Communicating Good Health: Movies, Medicine, and the Cultures of Risk in the Twentieth Century“ sowie Publikation bei Rochester University Press, Genf (zusammen mit Christian Bonah und David Cantor)
- 2012 Research Fellowship, German Historical Institute, Washington D.C.
- 2007/2006 Publikations-Stipendium, Humboldt-Universität zu Berlin und des Kölner Gymnasial- und Stiftungsfonds, Köln
- 2006–2002 Doktorandenförderung, Friedrich-Ebert-Stiftung Bonn
- 1998–1999 Fellowship, New University of Social Research, New York City
- 1996–2001 Fellowship (Grundförderung), Friedrich-Ebert-Stiftung Bonn

## Mitgliedschaften
- Mitglied des Verbandes der Historiker und Historikerinnen Deutschlands
- Mitglied der Academy of Finland (History) (2020–2021)
- Mitglied und Herausgeberin des bilingualen Internet-Portals (zusammen mit Magret Pernau), History of Emotions – Insights into Research, seit 2013
- Mitglied des Beirats Künstlerisches Erinnerungszeichen: Das Robert Koch-Institut im Nationalsozialismus (2009-2010)
- Weblog seit 2020 (zusammen mit Kerstin Pahl), Feeling News